# 공룡시대 6
공룡시대 6(The Land Before Time VI: The Secret Of Saurus Rock)은 미국에서 제작된 찰스 그로스브너 감독의 1998년 애니메이션 영화이다. 제프 베넷 등이 주연으로 출연하였고 찰스 그로스브너 등이 제작에 참여하였다.

## 출연

### 주연
- 제프 베넷
- 낸시 카트라이트
- 토마스 데커
- 미리암 플린
- 샌디 폭스
- 존 잉글
- 크리스 크리스토퍼슨
- 대니 만
- 케네스 마스
- 앤디 맥아피